# Sight & Sound
Sight & Sound je britský měsíčník zaměřený na film, který vydává Britský filmový institut. Vychází od roku 1932. Dlouhodobě vycházel čtvrtletně, což se na krátkou dobu změnilo počátkem padesátých let. Poté, co byl v roce 1991 sloučen s magazínem The Monthly Film Bulletin, začal vycházet opět měsíčně. Časopis publikuje recenze nově vycházejících filmů, a to vždy i s detaily o filmech, jako je obsazení či jejich obsah. Každou dekádu časopis vyzve filmové znalce z různých zemí, aby sestavili žebříček deseti nejlepších filmů všech dob. V žebříčku z roku 2012 na prvních třech místech figurovaly snímky Vertigo (1958), Občan Kane (1941) a Příběh z Tokia (1953).